# Valhalla IP
Valhalla idrottsplats är en fotbollsarena i centrala Göteborg invigd 1964.
Arenan, som ligger mellan Liseberg och Ullevi, ägs av det kommunala fastighetsbolaget Higab och drivs av det kommunala evenemangsbolaget Got Event. 
Valhalla IP var under perioden 2006 till 2020 hemmaplan för Göteborg FC i Damallsvenskan och är sedan säsongen 2013 hemmaplan för Göteborgs DFF i division 1.
Valhalla IP har tidigare varit hemmaplan för Valhalla LHC i landhockey och Göteborg Marvels i amerikansk fotboll.  
Under säsongerna 2007, 2008 och 2014 huserade även Örgryte IS här då de spelade i Superettan och inte fick plats på Gamla Ullevi. Även Qviding FIF har Valhalla IP som matcharena.
Arenan hade under säsongen 2007 en publikkapacitet på 4 950. Av dessa är 1 200 sittplatser, varav 700 är under takskydd. Idag är publikkapaciteten 4 000 åskådare, varav 700 av sittplatserna är placerade under tak.
Got Event har monterat ett tak över den centrala delen av ståplatsläktaren samt infört ett nytt biljettsystem, i likhet med det som exempelvis går att finna på Gamla Ullevi.
Norr om huvudplanen fanns tidigare en mindre friidrottsarena med bland annat en löparbana på 317,4 meter. Löparbanan byggdes inför Världsmästerskapen i friidrott 1995, då den användes som ett uppvärmningsområde för idrottarna. I samband med Europamästerskapen i ridsport 2017 togs löparbanan bort. 
På platsen för delar av anläggningen fanns en gästhamn, utgrävd under 1800- och 1900-talet för den livliga båttrafiken på Mölndalsån..

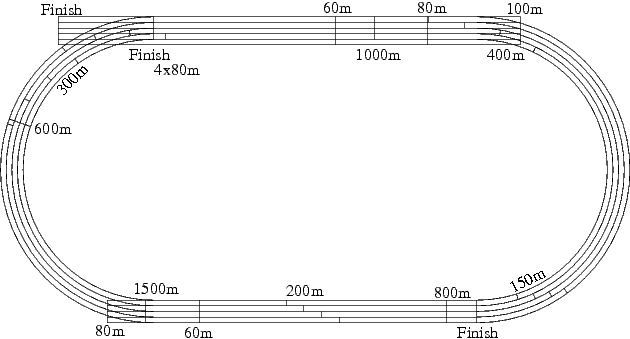
Friidrottsarenan